# Мильдбред, Иоганнес
Готтфрид Вильгельм Иоганнес Мильдбред (нем. Gottfried Wilhelm Johannes Mildbraed; 1879—1954) — немецкий ботаник.

## Биография
Иоганнес Мильдбред родился 19 декабря 1879 года в семье Роберта Мильдбреда и Элизабет Ленц. Учился в школе в Янсфельде, затем — в Мюнхеберге. В 1897 году окончил школу в Шарлоттенбурге и поступил на языковое отделение Берлинского университета. Затем Мильдбред перешёл на отделение естественных наук, в 1904 году получил степень доктора философии. Его диссертация была посвящена семейству Подостемовые. С 1903 года Иоганнес работал ассистентом Адольфа Энглера в Берлинском ботаническом музее.
В 1907 году Мильдбред в первый раз отправился в экспедицию в Центральную Африку. Маршрут экспедиции проходил через малоизученные леса к востоку от озера Киву. Вторая Германская Центральноафриканская экспедиция, в которой Мильдбред также принимал участие, в 1910—1911 исследовала район верхнего Нила. Во время третьей экспедиции, в 1914 году Иоганнес Мильдбред попал в плен к французским войскам и был отправлен во Францию. В 1919 году он вернулся в Германию. В 1928 году Мильдбред снова путешествовал по Африке.
1 марта 1943 года во время бомбардировки Берлина большая часть коллекций Ботанического музея, среди которых было множество растений Мильдбреда, была уничтожена.
В 1953 году Иоганнес Мильдбред ушёл на пенсию. 24 декабря 1954 года Мильдбред скончался.

## Некоторые научные работы
- Mildbraed, J. et al. (1910—1914). Wissenschaftliche Ergebnisse der Deutschen Zentral-Afrika-Expedition. 718 p.

## Роды растений, названные в честь И. Мильдбреда
- Mildbraedia Pax, 1909
- Mildbraediochloa Butzin, 1971
- Mildbraediodendron Harms, 1911